# L'Amour sorcier
Pour les articles homonymes, voir L'Amour sorcier (homonymie).

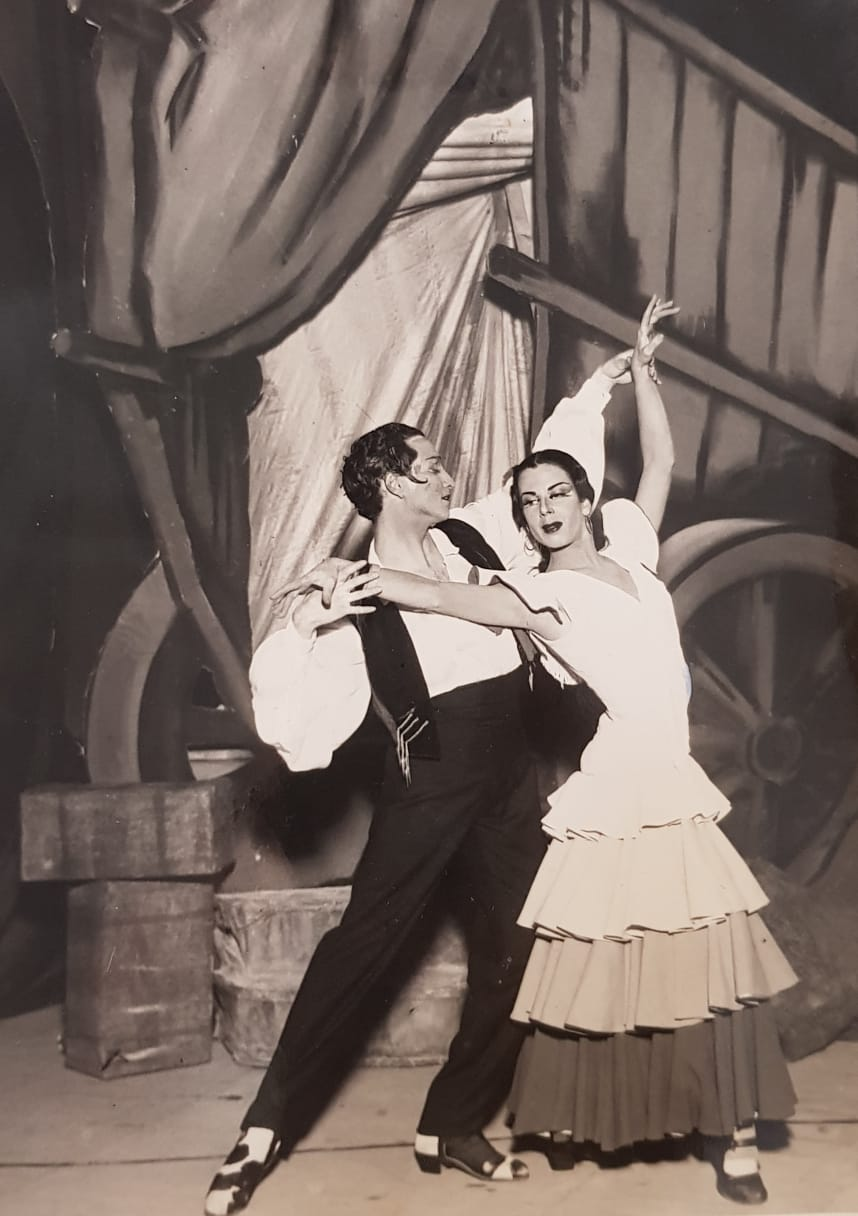
L'Amour sorcier

L'Amour sorcier (titre original El amor brujo) est un ballet-pantomime composé par Manuel de Falla sur un livret de Gregorio Martínez Sierra, pour orchestre de chambre et cantaora en 1915, et révisé pour orchestre symphonique et mezzo-soprano en 1916.

## Synopsis
Le fantôme de son ancien amant revient hanter Candela la gitane. Pour pouvoir aimer librement Carmelo, elle trouve un moyen pour rompre le maléfice et éloigner à jamais le revenant en détournant son attention vers une autre femme.

## La pantomime pour orchestre de chambre
À l'origine L'Amour sorcier est une « gitanerie musicale » en 16 tableaux pour orchestre de chambre et cantaora (chanteuse de flamenco) ; c'est une pantomime dansée avec dialogues et chants dont l'esprit est proche de l'Histoire du soldat de Stravinsky. Falla la compose à la demande de Pastora Imperio, alors considérée comme une des plus grandes danseuses de flamenco. L'œuvre est créée le 15 avril 1915 au Teatro Lara de Madrid, avec Pastora Imperio dans le premier rôle, mais ne rencontre aucun succès.
Effectif original : cantaora  et parties parlées, flûte (piccolo), hautbois, cor, cornet, cloches, piano, deux premiers violons, deux second violons, deux altos, deux violoncelles et contrebasses.

## La version pour orchestre symphonique
En 1916, Falla remanie profondément l'œuvre, qu'il réorchestre pour un effectif symphonique avec mezzo-soprano. Il supprime les parties dialoguées et ne conserve que quatre parties chantées. La création a lieu à Madrid, le 28 mars 1916 avec l'orchestre symphonique de Madrid dirigé par Enrique Fernández Arbós. La durée de l'œuvre varie entre 24 et 28 minutes selon les interprétations.

### Orchestration
Cordes, trois flûtes, hautbois, basson, deux clarinettes, deux cors, deux trompettes, cloches, timbales, batterie, et piano.

### Mouvements
1. Introducción y escena (Introduction et scène)
2. En la cueva - La noche (Dans la cave - La nuit)
3. Canción del amor dolido (Chanson de l'amour douloureux)
4. El aparecido (L'apparition)
5. Danza del terror (Danse de la frayeur)
6. El circulo magico (Le cercle magique)
7. Romance del pescador (Romance du pêcheur)
8. Danza ritual del fuego (Danse rituelle du feu)[1]
9. Escena (Scène)
10. Canción del fuego fatuo (Chanson du feu follet)
11. Pantomima (Pantomime)
12. Danza y canción del juego de amor (Danse et chanson du jeu d'amour)
13. Final - Las campanas del amanecer (Finale - Les cloches du matin)

## Le ballet
En 1925, L'Amour sorcier est transformé en ballet avec le même effectif pour orchestre, certaines parties sont supprimées dont la chanson de l'amour douloureux et le compositeur remplace les parties chantées dans la danse du jeu d'amour et le finale, par des instruments. Cette version est popularisée par la compagnie de ballet de La Argentina à Paris en 1928.

## Source d'inspiration
La 3e novelette en mi mineur de Francis Poulenc est inspirée de la mélodie du mouvement Danza y canción del juego de amor (la partition le mentionne).

## Discographie

### Version de chambre (1915)
- Orchestre de chambre du Théâtre Lliure (en), direction Josep Pons, cantaora Ginesa Ortega, 1991, Harmonia Mundi HMC905213

### Version symphonique
- Orchestre de la Société des concerts du Conservatoire, direction Ataúlfo Argenta, mezzo-soprano Ana-Maria Iriarte. 1953 EMI 7243 5 69235 2 2
- Orchestre New Philharmonia direction Rafael Frühbeck de Burgos, mezzo-soprano Nati Mistral, 1966 Decca 417 786-2
- Orchestre Philharmonia, direction Carlo Maria Giulini, mezzo-soprano Victoria de Los Angeles  EMI 7 69 037 2
- Orchestre symphonique de Londres, direction García Navarro, mezzo-soprano Teresa Berganza, 1978 Deutsche Grammophon 429181-2
- Orchestre de la Suisse romande direction Ernest Ansermet, mezzo-soprano Marina de Gabarain, Decca 417 691-2
- Orchestre symphonique de Barcelone, direction Edmon Colomer, cantaora Esperanza Fernandez. 1996 Valois Auvidis V 4768.

## Cinéma
- 1967 : El amor brujo de Francisco Rovira Beleta
- 1986 : L'Amour sorcier (El amor brujo) de Carlos Saura